# Callistemon rigidus
Callistemon rigidus är en myrtenväxtart som beskrevs av Robert Brown. Callistemon rigidus ingår i släktet lampborstar, och familjen myrtenväxter. Inga underarter finns listade i Catalogue of Life.

## Bildgalleri

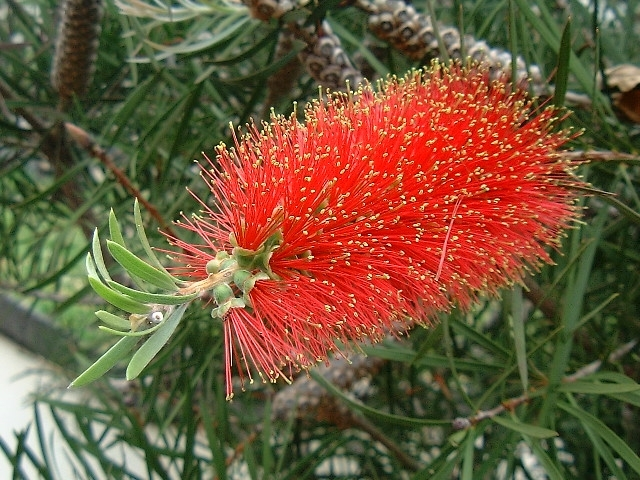
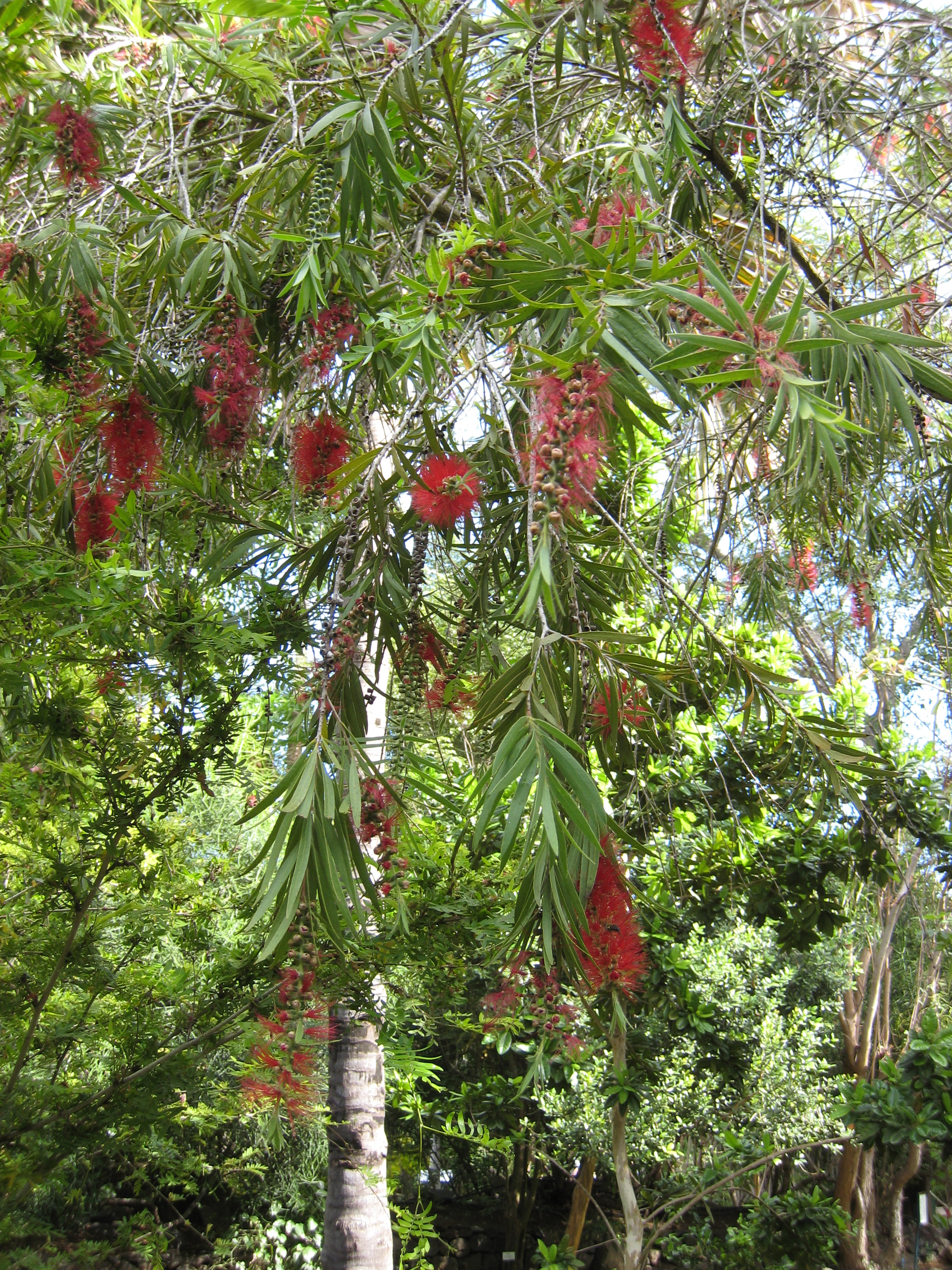
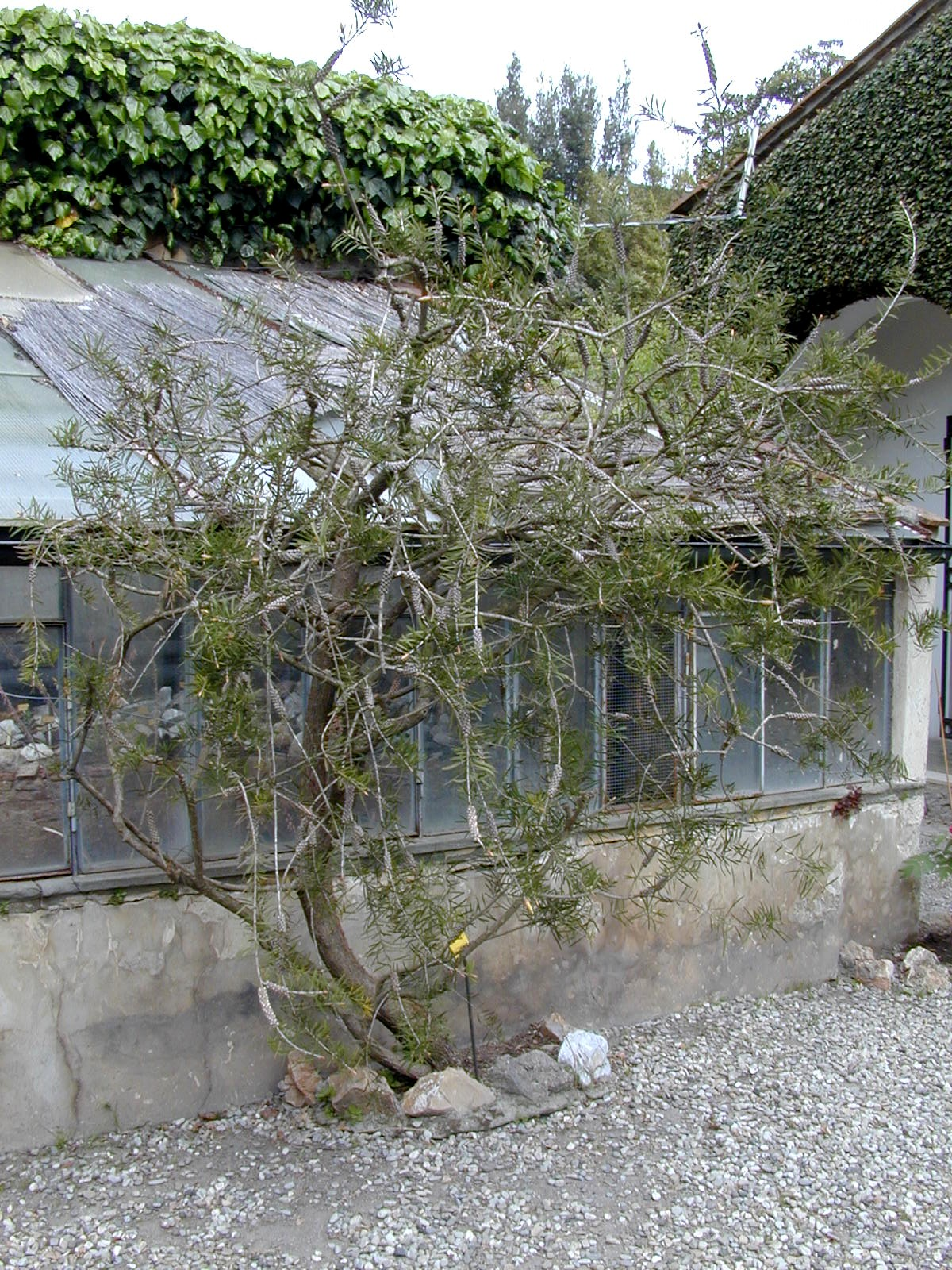
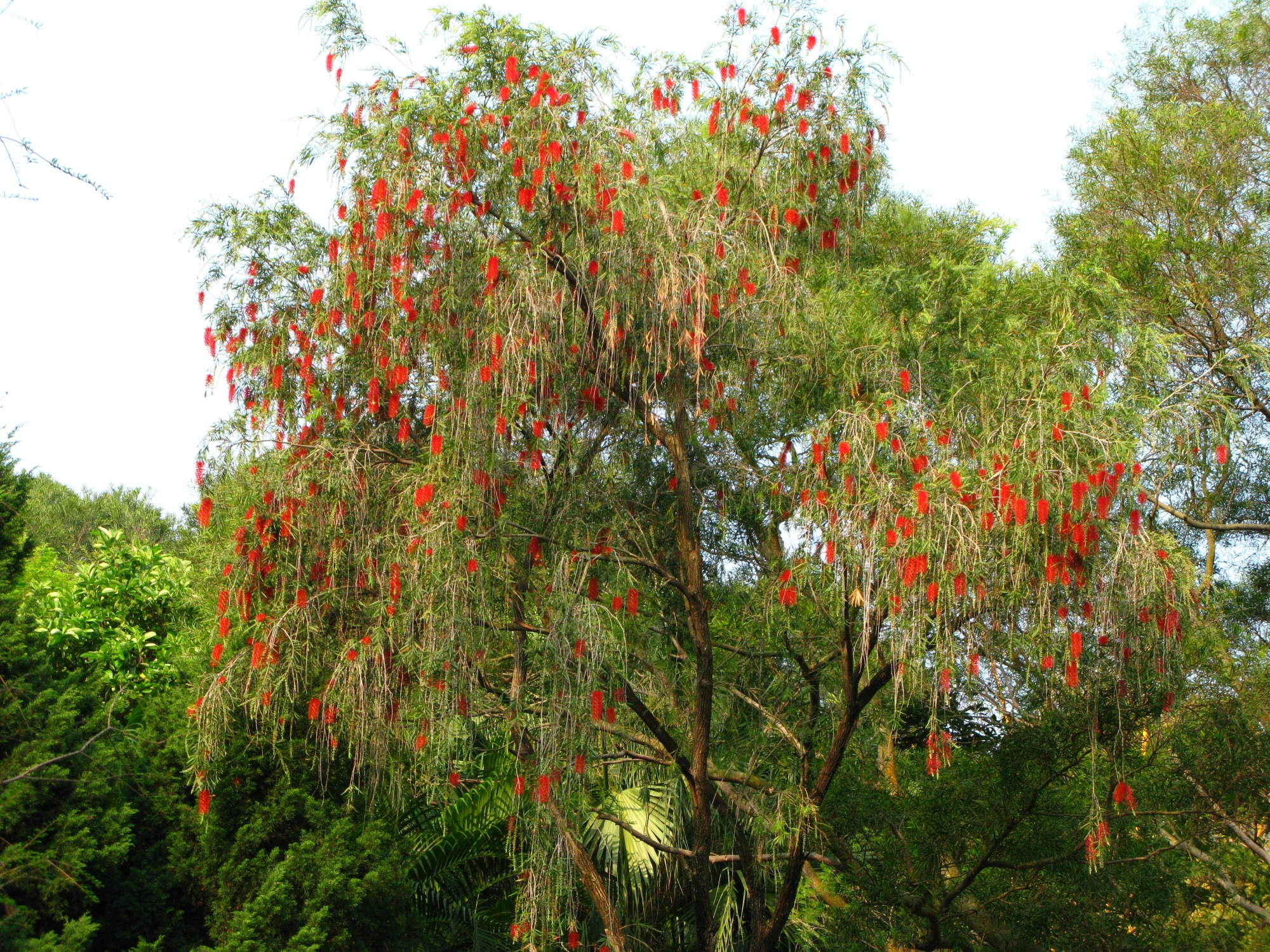
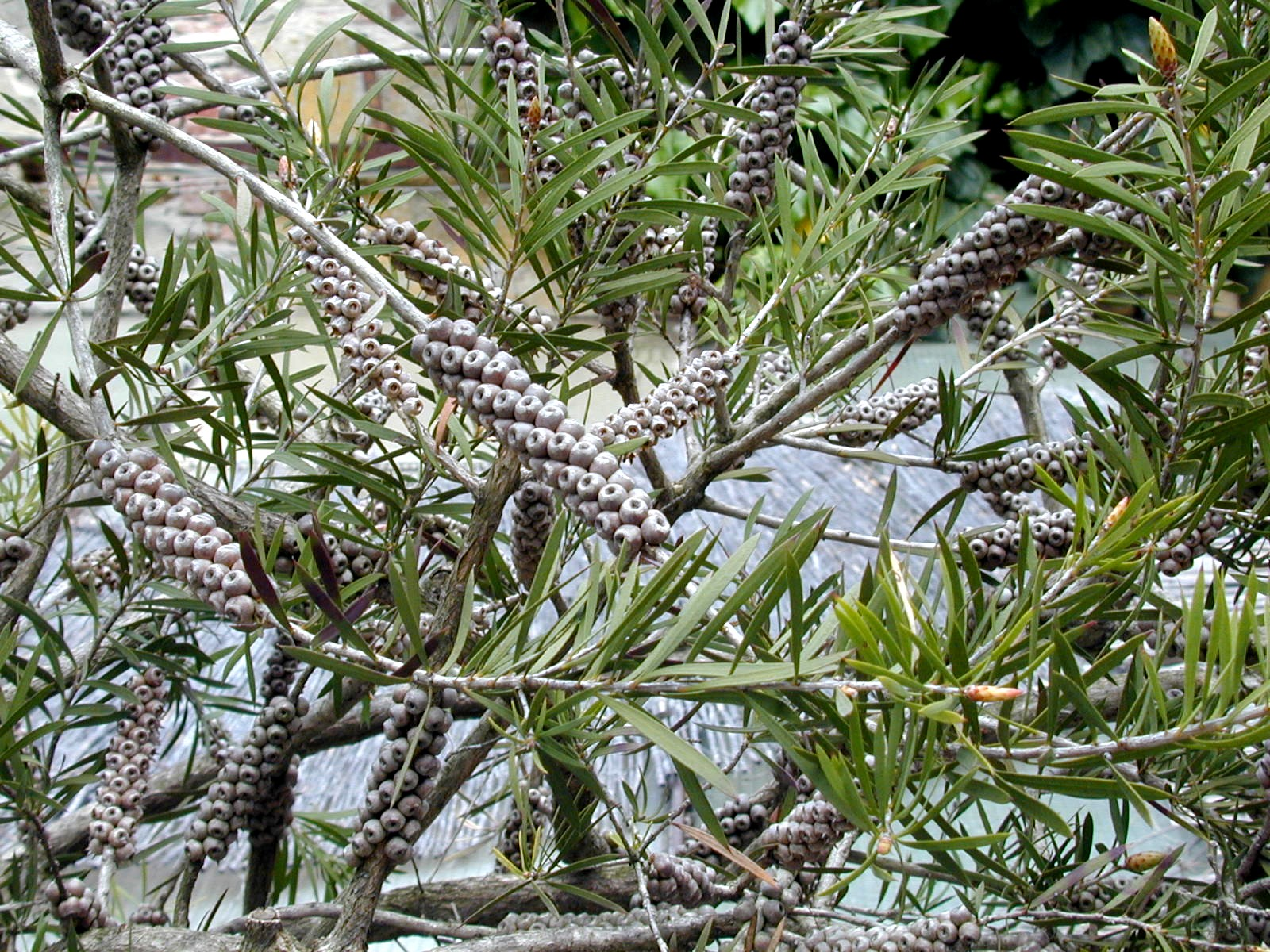
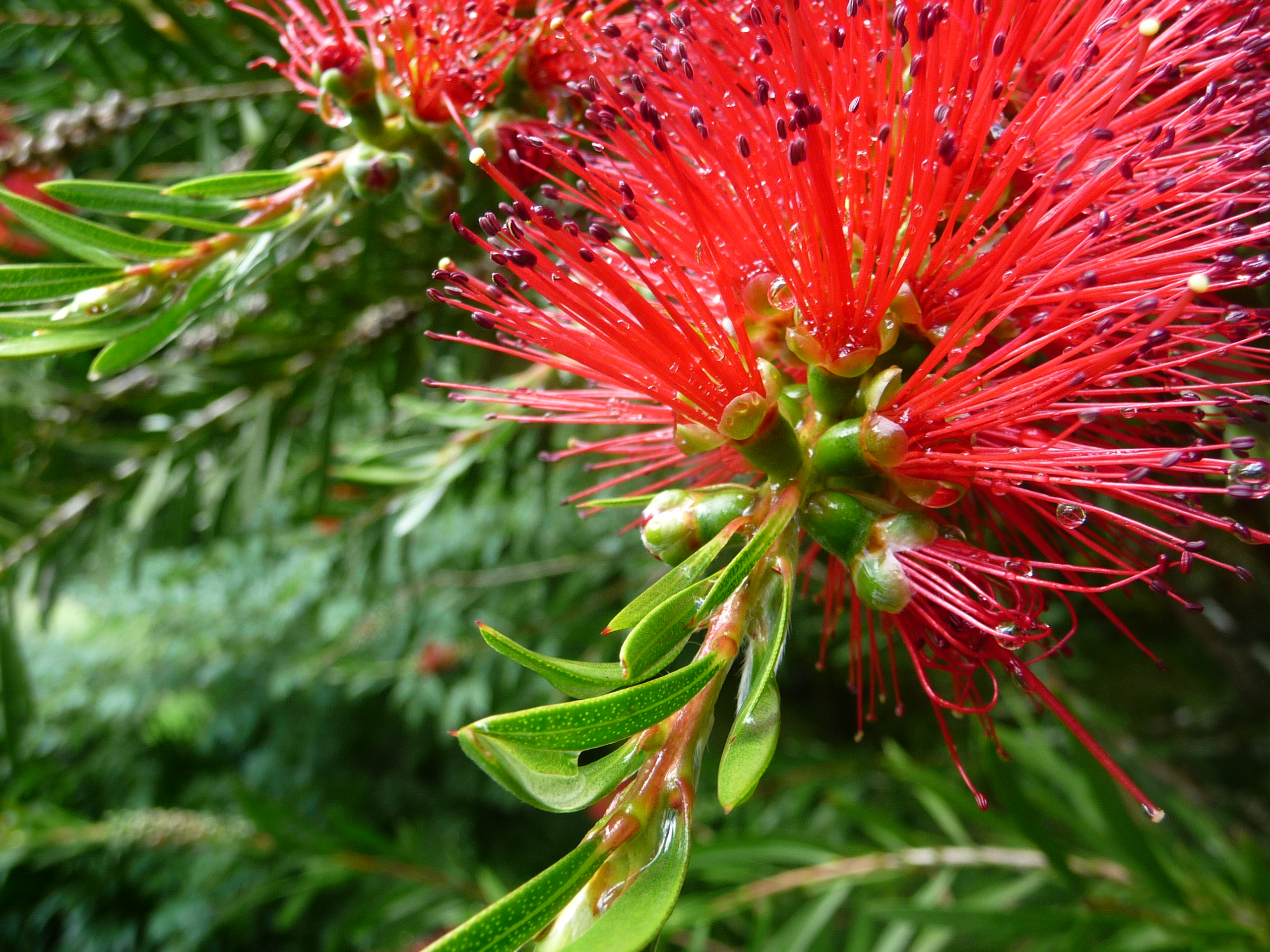